# Wojskowa Organizacja Niepodległościowa
Wojskowa Organizacja Niepodległościowa (WON, krypt. Koral); inna nazwa: Obóz Konspiracyjny – polska organizacja konspiracyjna o charakterze narodowo-katolickim działająca od pocz. 1940 r. do poł. 1941 r. na obszarze Pomorza Gdańskiego
Na początku 1940 r. z inicjatywy księdza ppłk. Józefa Wryczy ps. „Rawycz”, „Koral” została utworzona w rejonie Olpucha – Wdzydz organizacja konspiracyjna występująca pod kryptonimem „Koral”. Później przyjęta została oficjalna nazwa Wojskowa Organizacja Niepodległościowa. Dzięki dużemu autorytetowi jej przywódcy zasięg jej działania szybko objął powiaty tczewski, chojnicki, kościerski i bytowski. Składała się ona w większości z przedwojennych działaczy lokalnych struktur Stronnictwa Narodowego. Jej liczebność osiągnęła kilkuset członków. Ze względu na usilne poszukiwania przez Niemców księdza J. Wryczy jako symbolu oporu antyniemieckiego oraz duże zagrożenie dekonspiracją, kierownictwo WON prawdopodobnie stworzyła zdecentralizowaną strukturę organizacyjną, dopuszczając znaczną samodzielność ogniw terenowych. Organizacja prowadziła głównie działalność w zakresie samoobrony (udzielanie pomocy członkom zagrożonym aresztowaniem i ich rodzinom oraz zbiegłym jeńcom wojennym), krzewienia postaw i idei niepodległościowych, przygotowań do akcji zbrojnej.
Na przełomie lat 1940 i 1941 w okolicy Bytowa z księdzem ppłk. J. Wryczą nawiązał kontakt Józef Dambek, który stał na czele innej organizacji konspiracyjnej Tajnej Organizacji Wojskowej „Gryf Kaszubski” z propozycją współdziałania. Chciał podnieść wiarygodność i rangę swojej organizacji w oczach mieszkańców Pomorza. Od tej pory obie organizacje blisko współpracowały ze sobą. WON miała także kontakty z Organizacją Wojskową Młodzieży Kaszubskiej i Grunwaldem. 7 lipca 1941 na spotkaniu w Czarnej Dąbrowie WON współtworzyła Tajną Organizację Wojskową „Gryf Pomorski”.